# 최동인
김경인(金敬寅, 일명 최동인(崔東仁), 1912년 7월 5일 ~ 1982년 11월 5일)은 대한민국의 독립운동가이다.
본관은 김해(金海). 강원도 울진에서 출생하였으며 중화민국 산시 성 시안에서 대한 독립 운동 투신 참가 시절, 지청천(池靑天) 장군에게 직접성 발탁되고 이범석(李範奭) 장군에게는 간접성 발탁되면서 지청천 장군에게는 최동인(崔東仁)이라는 일명으로 불리었으며 이범석 장군에게는 최대현(崔大賢)이라는 일명으로 불리는 등의 총애를 받았다.

이범석(李範奭) 지대장 휘하에서 총무조 의무실 군의관(軍醫官)으로 임명되어 안영희(安英姬)와 더불어 의료활동 및 지하공작을 전개하다가 광복을 맞았다. 1946년 6월 귀국하였다.

## 이력

### 주요 경력
- 1940년 중화민국 산시 성 시안(西安)에서 대한광복군 제2지대에 입대하였으며, 동 부대 군의관으로 배속되어 광복을 맞이할 때까지 복무.
- 1941년 중화민국 산시 성 시안 중앙전시전투원훈련학교 졸업
- 1942년 중화민국 광둥 성 광저우 황푸 군관학교 보병학과 졸업
- 1945년 중화민국 산시 성 시안에서 조선 광복을 목도.

## 서훈
- 그는 1977년 대한민국 정부에서 대한민국 건국포장을 받았다.

## 사후
- 대한민국 정부에서는 고인의 공훈을 기리고자 1990년 대한민국 건국훈장 애국장을 추서하였다.